# Cricket internazionale nel 1900
La stagione internazionale di cricket del 1900 si è disputata dall'aprile del 1900 a settembre 1900. La stagione ha succeduto quella del 1899 e preceduto quella del 1901

## Sommario
| Tour internazionali   | Tour internazionali | Tour internazionali | Tour internazionali | Tour internazionali | Tour internazionali | Tour internazionali |
| Data                  | Squadra di casa     | Squadra ospite      | Risultato [Partite] | Risultato [Partite] | Risultato [Partite] | Risultato [Partite] |
| Data                  | Squadra di casa     | Squadra ospite      | Test                | ODI                 | FC                  | LA                  |
| --------------------- | ------------------- | ------------------- | ------------------- | ------------------- | ------------------- | ------------------- |
| 23 agosto 1900        | Canada              | Inghilterra         | —                   | —                   | 1–1 [3]             | —                   |
| Tornei internazionali |                     |                     |                     |                     |                     |                     |
| Data                  | Torneo              | Torneo              | Torneo              | Torneo              | Vincitore           | Vincitore           |
| 9 agosto 1900         | Olimpiadi 1900      | Olimpiadi 1900      | Olimpiadi 1900      | Olimpiadi 1900      | Gran Bretagna       | Gran Bretagna       |

## Agosto

### Olimpiadi
| Finale | Finale       | Finale  | Finale         | Finale      | Finale             | Finale                                    | Finale                  | Finale |
| No.    | Data         | Team 1  | Capitano 1     | Team 2      | Capitano 2         | Sede                                      | Risultato               |        |
| ------ | ------------ | ------- | -------------- | ----------- | ------------------ | ----------------------------------------- | ----------------------- | ------ |
| Finale | 19–20 agosto | Francia | Philip Tomalin | Regno Unito | Charles Beachcroft | Vélodrome de Vincennes, Bois de Vincennes | Regno Unito di 158 runs |        |

### Boston Zingari in Newfoundland
| Match 1 | 23–24 agosto | R Turner | Non menzionato | Pleasantville, St. John's | Boston Zingari vince di 11 runs       |
| Match 2 | 24–25 agosto | O Draper | Non menzionato | Pleasantville, St. John's | St. John's City XI vince di 8 wickets |
| Match 3 | 25 agosto    | O Draper | Non menzionato | Pleasantville, St. John's | Partita patta                         |